# Lutjanus sebae
El pargo emperador rojo (Lutjanus sebae) es una especie de peces de la familia Lutjanidae en el orden de los Perciformes.

## Morfología
• Los machos pueden llegar alcanzar los 116 cm de longitud total y 32,7 kg de peso.

## Alimentación
Come pescados, cangrejos, crustáceos  bentónicos y cefalópodos.

## Hábitat
Es un pez de mar de clima tropical y asociado a los  arrecifes de coral que vive entre m de profundidad.

## Distribución geográfica
Se encuentra desde el sur del Mar Rojo y el África Oriental hasta Nueva Caledonia,  el sur de Japón y Australia.